# Pupak
 Ovo je glavno značenje pojma Pupak. Za druga značenja pogledajte Pupak (razdvojba).
Pupak (starogrčki Omphalos, lat. Umbilicus, ponekad i Anulus umbilicalis) nastaje kod svih viših sisavaca (osim kod tobolčara) uključujući i ljude nakon rođenja.
Nalazi se na prednjem dijelu trbuha. U doba trudnoće na mjestu pupka se nalazi pupčana vrpca, kojom dijete preko posteljice dobiva tvari koje su potrebne za život i rast preko krvotoka majke.
Nakon rođenja i uklanjanja pupkovine pupak se zaraste i zatvara. Na neki način može ga se nazvati ožiljkom.

## Bolesti
- Omfalitis - upala kože pupka

## Vanjske poveznice
|  | Molimo pročitajte upozorenje o korištenju medicinskih informacija. Ne provodite liječenje bez savjetovanja s liječnikom! |